# Autostrada A4 (Tunisia)
L'autostrada A4 è un'autostrada della Tunisia. Ha una lunghezza di 51 km. Il primo tratto è stato inaugurato nel 2002.

## L'autostrada oggi

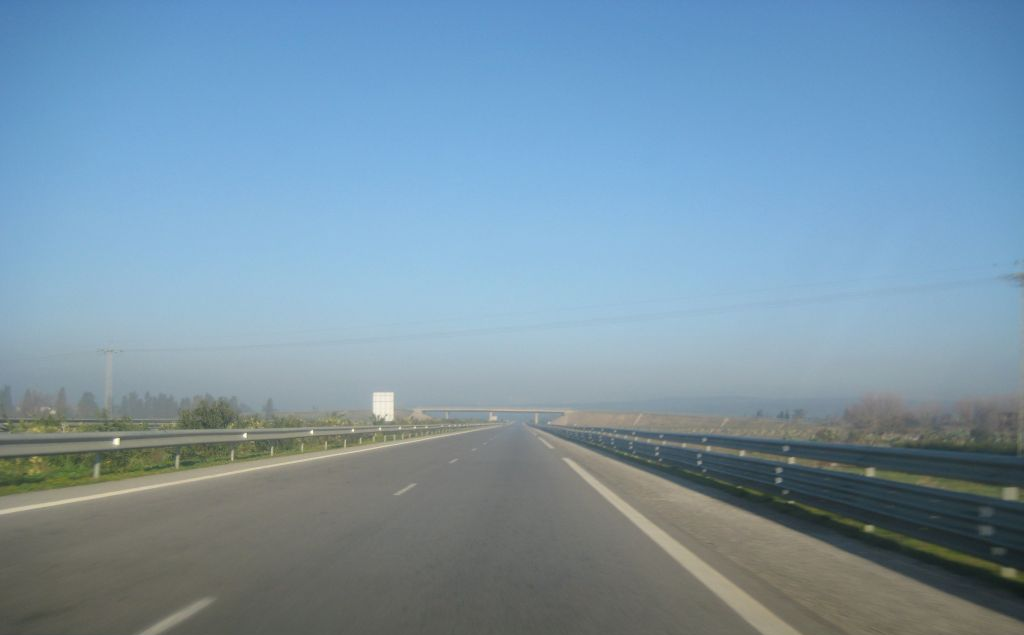
L'A4 verso Biserta.

| TUNISI-BISERTA |                                                                      |      |      |               |
| Tipo           | Indicazione                                                          | ↓km↓ | ↑km↑ | Governatorato |
|                | Tunisi - Strada Nazionale                                            | 0,0  | 51,0 | Ariana        |
|                | Centro commerciale Tunis City                                        | 0,9  | 50,1 | Ariana        |
|                | (solo dir. nord)                                                     | 1,4  | --   | Ariana        |
|                | Area di sosta (solo dir. sud)                                        | --   | 46,7 | Ariana        |
|                | Barriera di Sidi Thabet                                              | 4,4  | 46,6 | Ariana        |
|                | Area di sosta (solo dir. nord)                                       | 4,5  | --   | Ariana        |
|                | Area di servizio Utique                                              | 22,8 | 28,2 | Biserta       |
|                | Utica - Zona Industriale                                             | 24,4 | 26,6 | Biserta       |
|                | El Alia Strada regionale 151 per Menzel Bourguiba                    | 35,0 | 15,8 | Biserta       |
|                | Area di sosta (solo dir. sud)                                        | --   | 5,2  | Biserta       |
|                | Barriera di Menzel Jemil                                             | 45,9 | 5,1  | Biserta       |
|                | Area di sosta (solo dir. nord)                                       | 46,0 | --   | Biserta       |
|                | Biserta - Menzel Jemil Strada Nazionale fine autostrada in esercizio | 51,0 | 0,0  | Biserta       |